# 흑과 백 (1958년 영화)
《흑과 백》(영어: The Defiant Ones)은 1958년 개봉한 미국의 범죄 영화로, 스탠리 크레이머가 감독을 맡았다.
1958 골든 글로브상 극영화 부문 작품상 수상작이다. 아카데미상 7개 부문에 후보에 올랐으며, 그 중 아카데미 각본상과 촬영상을 수상했다.

## 줄거리
1950년대 후반 미국 남부의 어느 밤, 죄수들을 실은 트럭이 다른 트럭을 피하려다 방향을 틀어 방벽을 들이받는다. 구조대원들은 잔해를 치우고 두 명의 죄수가 탈출했음을 발견하는데, "교도소장이 유머 감각이 있어서" 아프리카계 미국인 남성과 백인 남성이 함께 족쇄로 묶여 있었다. 그들은 "아마 5마일도 못 가서 서로 죽일 것"이라며 너무 열심히 찾지 말라고 지시받는다. 그럼에도 불구하고 다음 날 아침, 대규모의 자경단과 많은 블러드하운드가 그들을 찾기 위해 파견된다. 사라진 두 남자는 노아 컬렌과 존 "조커" 잭슨이다. 서로에 대한 증오에도 불구하고, 그들은 함께 사슬에 묶여 있었기 때문에 협력할 수밖에 없었다. 처음에는 자기 보존을 위한 협력이었지만, 점차 서로를 존중하고 좋아하게 된다.
컬렌과 조커는 어려운 지형과 날씨 속에서 도주하며, 잠시 테레빈유 캠프에 들러 잡화점에 침입하여 음식과 사슬을 끊을 도구를 얻으려 한다. 그러나 그들은 주민들에게 붙잡히고, 주민들은 린치 폭도들을 형성한다. 그들은 이웃들의 피에 굶주린 모습에 경악한 "빅" 샘의 개입으로 겨우 목숨을 건진다. 샘은 구경꾼들에게 죄수들을 가두고 다음 날 아침에 넘겨주라고 설득한다. 그날 밤, 그는 자신도 전직 노동수용소 죄수였기 때문에 몰래 그들을 풀어준다.
마침내 그들은 빌리라는 이름의 어린 소년을 만난다. 그들은 소년을 통해 그의 집과 남편이 가족을 버린 그의 어머니에게 간다. 탈옥수들은 마침내 사슬을 끊을 수 있게 된다. 그들이 그곳에서 밤을 보내는 동안, 외로운 여인은 조커에게 매력을 느끼고 그와 함께 도망치려 한다. 그녀는 컬렌에게 늪을 통해 철로에 도달하라고 조언하고, 자신과 조커는 그녀의 차를 타고 떠날 것이라고 말한다. 그러나 컬렌이 떠난 후, 여인은 자신이 거짓말을 했다는 것을 밝힌다. 그녀는 컬렌을 위험한 늪으로 보내 죽게 하여, 그가 잡혀 조커가 어디로 갔는지 밝힐 가능성을 없애려 했던 것이다. 격분한 조커는 친구를 쫓아간다. 그가 떠날 때 빌리가 그를 쏜다.
부상당한 조커는 컬렌을 따라잡아 늪에 대해 경고한다. 인간적인 보안관 맥스 뮬러가 이끄는 자경단이 가까이 다가온다. 두 사람은 기차 경적 소리를 듣고 그쪽으로 달려간다. 컬렌은 기차를 따라잡아 뛰어오른다. 조커는 필사적으로 따라잡으려 기차 옆을 달린다. 컬렌은 조커를 부르며 손을 내민다. 그들의 손이 맞닿지만, 컬렌은 조커를 기차에 끌어올릴 수 없다. 두 남자 모두 땅으로 떨어진다. 너무 지쳐서 더 이상 달릴 수 없게 된 그들은 자신들이 할 수 있는 것이라고는 추격자들을 기다리는 것뿐임을 깨닫는다. 보안관은 컬렌이 저항하며 노래를 부르고 조커가 그의 품에 안겨 있는 것을 발견한다.

## 출연

### 주연
- 토니 커티스
- 시드니 포이티어

### 조연
- 데오도르 비켈
- 찰스 맥그로우
- 론 채니 주니어
- 킹 도노반
- 클로드 아킨즈

## 기타
- 미술: 루돌프 스터나드
- 의상: 조 킹